# Narasimhanaicken-palayam
Narasimhanaicken-palayam es una ciudad y nagar Panchayat situada en el distrito de Coimbatore en el estado de Tamil Nadu (India). Su población es de 17858 habitantes (2011). Se encuentra a 10 km de Coimbatore.

## Demografía
Según el censo de 2011 la población de Narasimhanaicken-palayam era de 17858 habitantes, de los cuales 8934 eran hombres y 8924 eran mujeres. Narasimhanaicken-palayam tiene una tasa media de alfabetización del 88,97%, superior a la media estatal del 80,09%: la alfabetización masculina es del 93,47%, y la alfabetización femenina del 84,46%.